# Lukas Makana Thomas
Lukas Makana Thomas (ur. 6 maja 1992) – namibijski zapaśnik walczący w stylu klasycznym. Zajął 36 miejsce na mistrzostwach świata w 2015. Zdobył brązowy medal na mistrzostwach Afryki w 2016 roku.